# 久木念
久木 念（ひさき ねん、1934年10月16日 - ）は、日本の俳優、声優。神奈川県出身。
中央大学卒業。馬場企画を経て、清野事務所所属。

## 出演

### テレビドラマ
- 七人の刑事 第3シーズン 第8話「連続ネクタイ絞殺魔」（1978年）
- 太陽にほえろ!
  - 第309話「危険な時期」（1978年） - 平島（響組幹部）
  - 第515話「生いたち」（1982年） - 麻雀東風店主
  - 第528話「真夜中のラガー」（1982年） - 喫茶店店主
  - 第541話「からくり」（1983年） - 市瀬亮吉
  - 第637話「模擬訓練」（1985年） - ゴルフ練習場の主
- 土曜ワイド劇場
  - 白い人魚の美女（1978年）
  - 松本清張の小さな旅館（1981年）
  - 松本清張の白い旅館（1981年）
  - 濡れた心 レズビアン殺人事件（1981年）
  - 目撃 殺人鬼が狙う運命の母と子（1981年）
  - 喪服を着た花嫁（1990年）
  - 法医学教室の事件ファイルスペシャル（1993年）
  - 夜の街殺人物語 第2作（1993年）
  - 女探偵・朝岡彩子（1999年）
  - 警視庁女性捜査班 第3作（2001年）
  - 救急救命士・牧田さおり 第6作（2009年）
- UFO大戦争 戦え! レッドタイガー 第28話「空を飛んだチャコ」（1978年）
- 大空港
  - 第7話「暗号名 ジャッカルを追え!」（1978年） - 国際線パイロット
  - 第26話「真実の愛 空港ホテル殺人事件の謎を追え!」（1979年） - チーフパーサー
- 特捜最前線
  - 第84話「記憶のない毒殺魔!」（1978年）
  - 第88話「私だけの3億円殺人!」（1978年）
  - 第118話「子供の消えた十字路」（1979年）
  - 第374話「真夜中の殺人エレベーター!」（1984年）
  - 第405話「浅草の老警官・7分間の嘘!」（1985年）
- Gメン'75
  - 第190話「真犯人はこうして作られる」（1979年） - 宮ノ坂署捜査員
  - 第198話「パレットナイフの殺人」（1979年） - 沢村の仲間
  - 第215話「白バイに乗った痴漢」（1979年） - 中野坂署刑事
  - 第217話「3時間30分銀行支店長夫婦の秘密」（1979年） - 指令係官
  - 第223話「バスジャック対四人の狙撃者」（1979年） - 手術医
  - 第230話「零下50度からの逃亡者」（1979年）
  - 第238話「ジングルベルに呼ばれた幽霊」（1979年） - 鑑識課員
  - 第240話「'80 新春おせち料理毒殺事件」（1980年）
  - 第248話「警察の中に出た幽霊」（1980年）
  - 第252話「15年前の女の死体」（1980年） - 松野弁護士
  - 第256話「死体と呼ばれた女刑事」（1980年） - モンタージュ技士
  - 第295話「午前6時の通り魔」（1981年） - 捜査主任
  - 第305話「ノーパン喫茶殺人事件」（1981年）
  - 第332話「原宿・六本木の女を襲う男」（1981年）
  - 第334話「茶碗にテープを貼る変な泥棒」（1981年） - 捜査一課捜査員
  - 第343話「'82オートバイに乗った暗殺者たち」（1982年） - 捜査員
  - 第345話「電話BOX連続殺人事件」（1982年）
- 新五捕物帳
  - 第62話「死を呼ぶ兇剣」（1979年）
  - 第130話「たったひとりの朝」（1981年）
  - 第139話「おんな川」（1981年）
  - 第140話「鴉は知っていた」（1981年）
  - 第141話「闇に消えた男」（1981年）
  - 第144話「あした咲く義兄弟」（1981年）
  - 第155話「地獄から来た女」（1981年）
  - 第157話「娘観音津軽唄」（1981年）
  - 第158話「情で鳴らす不義の仲」（1981年）
  - 第161話「女髪結い情け唄」（1981年）
  - 第165話「逃亡の果て」（1981年）
  - 第174話「涙の宮参り」（1982年）
- 猿飛佐助 第17話「佐助よ! 永遠に…」（1980年） - 福島正則
- 俺はおまわり君 第7話「うなされる、夢は女と…」（1981年）
- ひまわりの歌 第24話「恐怖のお見合い殺人!!」（1982年）
- 時代劇スペシャル / 春姿ふたり鼠小僧（1982年）
- 火曜サスペンス劇場
  - 脊梁（1982年）
  - 目には目を（1983年）
  - 女弁護士 高林鮎子 第19作「寝台特急北斗星の女」（1996年） - 江口茂三
  - 当番弁護士 第3作「金融業者殺しの無実を立証できるポケベル援助交際の女子高生を探せ」（1997年）
- 右門捕物帖 第8話「高嶺の花おいらん騒動」（1983年、NTV）
- 大江戸捜査網 第578話「毒花一輪 獲物を狙う赤い唇」（1983年）
- 月曜ワイド劇場 / おさな妻（1983年）
- スチュワーデス物語 第6話「先生が離れて行く」（1983年）
- 銭形平次（1987年）
  - 第2話「涙は無用・忍術父娘」
  - 第9話「お藤、謎を解く」
  - 第15話「鯉のぼり、舞った」
  - 第19話「惚れた一念」
- ハロー!グッバイ 第6話「刑事に明日はない」（1989年）
- ゴリラ・警視庁捜査第8班
  - 第16話「無法の街に愛を」（1989年）
  - 第43話「再会」（1990年）
- はぐれ刑事純情派
  - 第2シリーズ 第7話「過剰防衛の女」（1989年）
  - 第4シリーズ 第7話「通り魔!? 狙われたコートの女」（1991年）
  - 第5シリーズ 第20話「過激なダイエット・盗撮された女子高生」（1992年）
  - 第9シリーズ 第3話「幼児誘拐!? 母親失格の女」（1996年）
  - 第12シリーズ 第19話「略奪愛!? 川辺課長を騙した女!」（1999年）
- ドラマチック22 / 僕はムコ養子（1990年）
- 代表取締役刑事
  - 第4話「家族の肖像」（1990年）
  - 第26話「白銀は招くよ!」（1991年）
  - 第43話「わが家の楽園」（1991年）
- さすらい刑事旅情編（1992年）
  - さすらい刑事旅情編IV 第16話「巻き添えを喰らった女・新特急谷川の殺意」
  - さすらい刑事旅情編V 第8話「大船行き終電車の男・同じ風景の油絵」
- 魔性のOL 苦いキスの味（1991年）
- 愛の祭（1992年）
- 有言実行三姉妹シュシュトリアン 第3話「蜂妖怪・ザ・不幸」（1993年） - 親父
- ラスト・フレンド（1993年）
- お助け同心が行く! 第10話「嘘つき男の涙」（1993年）
- 拝啓自治会長殿 第4話（1995年）
- 刑事追う! 第6話「籠城」（1996年）
- はみだし刑事情熱系
  - PART1 第6話「家族殺人! 涙の絆」（1996年）
  - PART2 第17話「殺人時効8時間前!! 逃走した命の恩人」（1998年）
- ウルトラマンダイナ 第8話「遥かなるバオーン」（1997年） - ふるべ村の村人
- 月曜ドラマスペシャル / 芸者のお座敷事件簿 第4作（1999年）
- 金曜ナイトドラマ / YASHA-夜叉-（2000年）
- 土曜ドラマスペシャル / 永遠の泉（2012年） - 親戚

### 映画
- 顔役暁に死す（1961年） - 後藤の子分・健
- 臍閣下（1969年） - 文化人
- 生きてるうちが花なのよ死んだらそれまでよ党宣言（1985年） - 山本刑事
- ウラハラ
- 北の学び座
- バサラ人間

### Vシネマ
- 白竜（1998年）
- 実録・竹中正久の生涯 荒らぶる獅子（2003年 - 2004年） - 益岡佳於

### バラエティ
- 最終警告!たけしの本当は怖い家庭の医学

### テレビアニメ
- ザ☆ウルトラマン（1979年） - 機長、ジョージ佐竹